# Neuroleon delicatus
Neuroleon delicatus är en insektsart som beskrevs av Hölzel 1983. Neuroleon delicatus ingår i släktet Neuroleon och familjen myrlejonsländor. Inga underarter finns listade i Catalogue of Life.